# رومانية (تصوير)

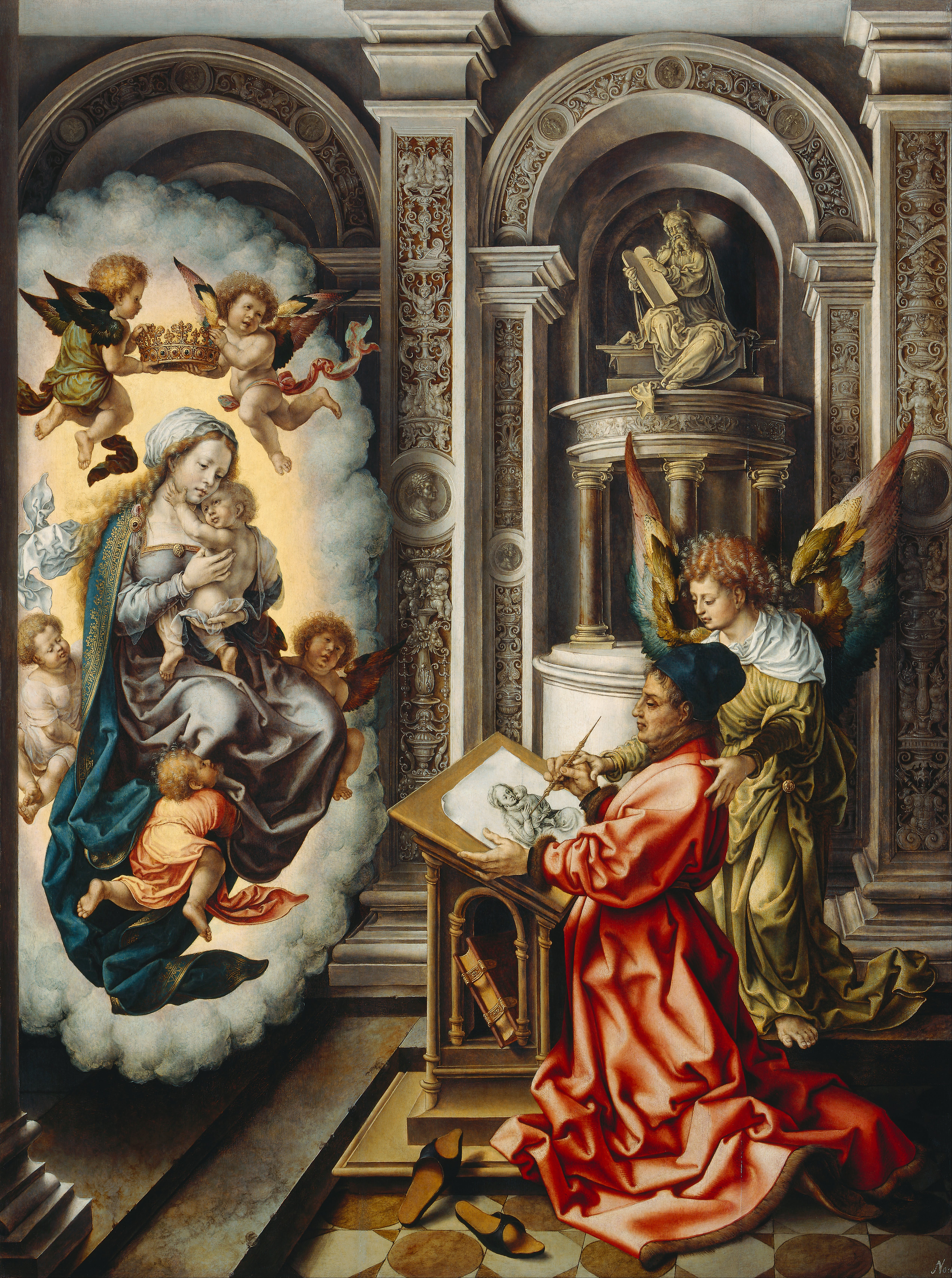
لوحة تصوير القديس لوقا للعذراء ليان غوسيرت

الرومانية هي مصطلح استخدمه مؤرخو الفن للإشارة إلى المصورين الذين سافروا في القرن السادس عشر من البلدان المنخفضة إلى روما. في روما استوعبوا تأثير كبار الفنانين الإيطاليين في تلك الفترة مثل ميكيلانجيلو ورافائيل وتلاميذه. بعد عودتهم إلى بلادهم، ابتكر هؤلاء الفنانون الشماليون (يشار إليهم باسم «الرومانيون») أسلوبًا نهضويًا، تشبّه بالأسلوب الإيطالي الرسمي. استمرت هيمنة هذا الأسلوب حتى أوائل القرن السابع عشر عندما حلّ محلَّه الباروك.
باستمدادهم الإلهام من المواضيع الأسطورية، أدخل الرومانيون موضوعات جديدة في الفن الشمالي تتوافق مع اهتمامات وأذواق رعاتهم ذوي التربية الإنسانية. صوَّر الرومانيون بشكل رئيسي أعمالًا دينية وأسطورية، غالبًا باستخدام تركيبات معقدة وتصوير أجساد بشرية عارية بطريقة تشريحية صحيحة ولكن مع أوضاع مفتعلة. كثيرًا ما بدا أسلوبهم متكلّفًا ومصطنعًا للمشاهد الحديثة. لكن الفنانين اعتبروا جهودهم تمثل تحديًا فكريًا بتقديم الموضوعات الصعبة وأشكالها.
سلَّط مصطلح «الرومانية»، وهو أقل استخدامًا حاليًا بصفته فهمًا أفضل لعمل الفنانين الذين شكلوا جزءًا من الرومانيين، الضوء على تنوع استجابة هؤلاء الفنانين للفن الإيطالي بدلاً من القواسم المشتركة بينهم.

## نشأة المصطلح
صاغ مصطلح الروماني مؤرخو الفن في القرن التاسع عشر مثل ألفريد ميشيلز ويوجين فرومنتين الذين لاحظوا تحولًا كبيرًا في أسلوب التصوير الشمالي في القرن السادس عشر. أرجعوا التحول إلى تأثير الفنانين الذين زاروا إيطاليا، لا سيما روما، وأطلقوا عليهم اسم الرومانيين.
بينما استُخدِم المصطلح في البداية للإشارة بالأساس إلى المجموعة الأولى التي سافرت إلى روما في النصف الأول من القرن السادس عشر، توسَّع تطبيقه من قبل بعض مؤرخي الفن مثل جين ترنر في قاموس الفن ليشمل الجيل الثاني من الفنانين الذين قاموا بالرحلة في النصف الثاني من القرن السادس عشر.

## الرومانيون

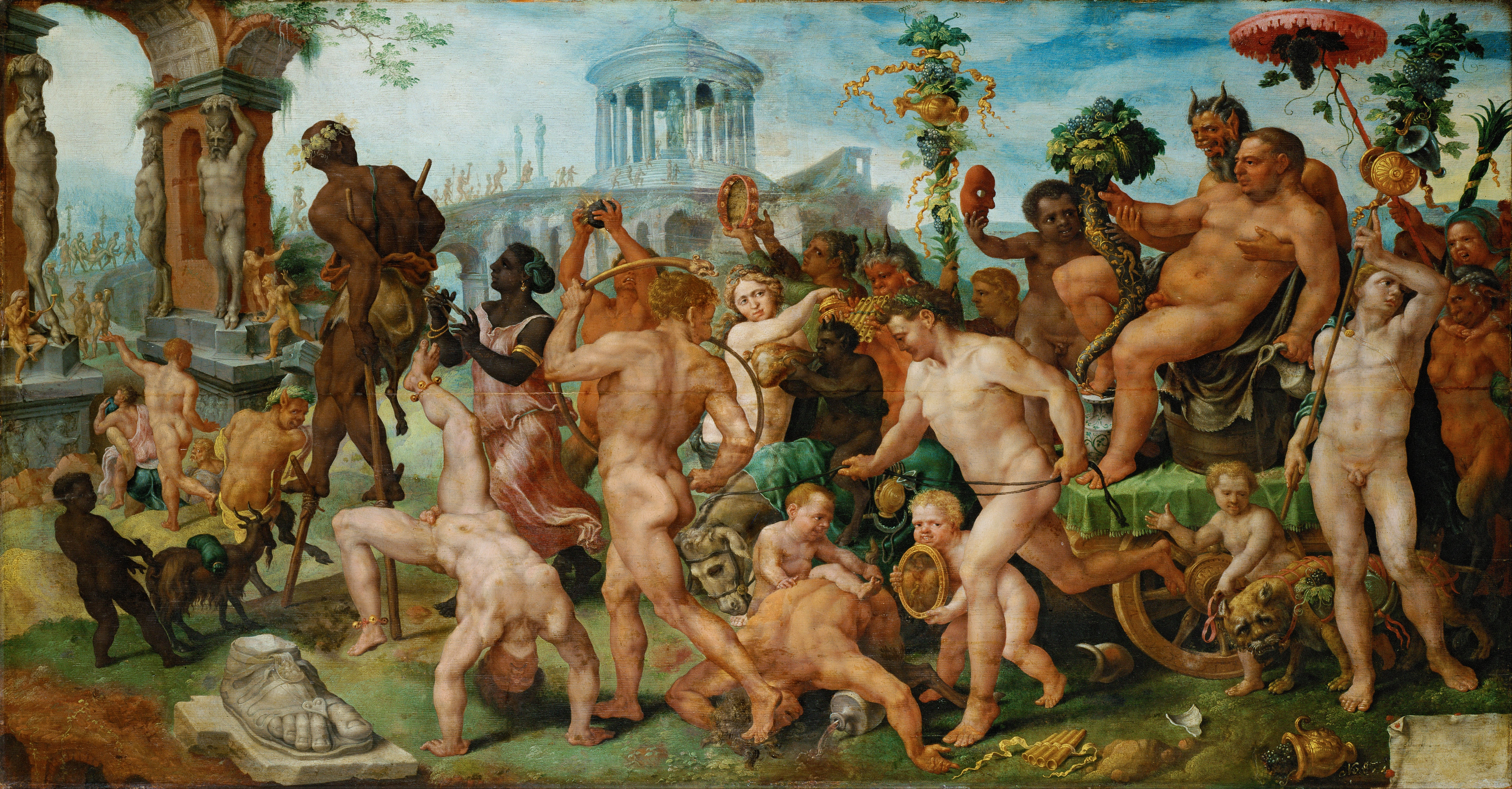
موكب نصر باخوس لمارتن فان هيمسكيرك

عادة ما تشمل المجموعة الأولى من الفنانين الذين ذهبوا إلى روما لدراسة الفن الإيطالي المعاصر بالإضافة إلى النماذج الكلاسيكية يان غوسيرت، ويان فان سكوريل، ومارتن فان هيمسكيرك، وبيتر كويكه فان أيلست، ولامبرت لومبارد، ويان ساندرز فان هيمسن، وميشيل كوكسي، وفرانز فلوريس. غالبًا ما يُضمَّن برنارد فان أورلاي أيضًا في هذه المجموعة رغم أنه ربما لم يزر أبدًا إيطاليا ولم يتعرف على الأسلوب الإيطالي إلا من المطبوعات ورسوم رافائيل الكارتونية للمنسوجات البابوية، التي نُسِجت في بروكسل.
كان يان غوسيرت من أوائل الفنانين الهولنديين الذين قاموا برحلة روما عام 1508/1509، وبعد عودته إلى شمال هولندا، صوَّر بالأساس المشاهد الأسطورية. عمل يان فان سكوريل بين عاميّ 1522 و 1523 في روما حيث تأثر بشكل خاص بميكيلانجيلو ورفائيل. ربما كان بيتر كويكه فان أيلست في إيطاليا قبل 1527. سافر يان ساندرز فان هيمسن إلى إيطاليا في وقت مبكر من مسيرته المهنية، نحو عام 1520. هنا درس كلا النموذجين من العصور القديمة الكلاسيكية، مثل لاوكون وأبناؤه بالإضافة إلى الأعمال المعاصرة لميكيلانجيلو ورفائيل. كان ميشيل كوكسي من ميكلين في روما لفترة أطول من الوقت تقريبًا بين 1529 و 1538. وكان أكثر تأثرًا برفائيل (ومن هنا جاء لقبه «رفائيل الفلمنكي») وعمل بأسلوب إيطالي بالكامل عند عودته. سافر مارتن فان هيمسكيرك نحو عام 1532 إلى روما حيث أنتج العديد من اللوحات والرسومات المتبعة لأسلوب النحت الكلاسيكي. بعد عودته إلى الشمال، ساعد عمله في نشر أسلوب إيطالي للغاية، مع التركيز بشكل خاص على تشريح جسم الإنسان العاري.